# Rádio Jornal FM
Rádio Jornal FM é uma emissora de rádio brasileira concessionada em Timon, Maranhão, porém sediada em Teresina, Piauí. Opera no dial FM, na frequência 90,3 MHz. Pertence ao Grupo Meio, tendo uma programação mista de notícias e música. Seus estúdios estão localizados no Monte Castelo em Teresina, e seus transmissores estão no km 589 da Rodovia BR-316, na Zona Rural de Timon.

## História

Logo da Rádio Jornal Meio Norte, utilizado entre 2018 e 2024

A emissora entrou no ar em caráter experimental no dia 22 de outubro de 2016, executando uma programação de expectativa com músicas do gênero adulto contemporâneo intercaladas com uma vinheta que indicava a fase experimental. Assim como a Cocais FM (lançada em 3 de janeiro de 2017), a Rádio Jornal Meio Norte é oriunda da extinta Rádio Globo Teresina, que encerrou suas transmissões em 570 kHz em 2007, sendo assim uma concessão de migrante AM-FM.
Após cerca de quatro meses com programação experimental, a emissora estreou oficialmente sua programação normal em 6 de fevereiro de 2017, às 4h, quando Pádua Araújo e João Carvalho apresentaram o Ronda da Cidade, primeiro programa local da emissora. Ás 6h, o Notícias da Boa (anteriormente transmitido pela Boa FM) foi ao ar na apresentação de Cinthia Lages. Posteriormente, estrearam os programas Banca de Sapateiro, revista eletrônica apresentada por Arimateia Carvalho; Diálogo Franco, apresentado por Jôve Oliveira, e Fogo Cruzado, com Gilvan Barbosa. Das 16h30 às 19h, Ivan Lima, Carlos Mesquita e Francinito Loureiro revezaram-se no bloco de notícias e esportes da emissora, encerrando a programação antes da Voz do Brasil. Após o noticiário obrigatório, a rádio retomou a execução de músicas adulto contemporâneas, até o reinício da programação no dia seguinte.
Em 3 de junho de 2019, foi inaugurada a TV Jornal Meio Norte, canal noticioso do Grupo Meio Norte de Comunicação, que além de exibir programas próprios, passou a repetir majoritariamente a programação ao vivo da Rádio Jornal Meio Norte.
Em 2024, a emissora passou por reformulações, e com a consequente reformulação de marca do Grupo, a emissora passou a se chamar Rádio Jornal FM.